# The White Flower
The White Flower é um filme mudo do gênero drama romântico produzido nos Estados Unidos, dirigido por Julia Crawford Ivers e lançado em 1923. É atualmente considerado filme perdido.